# Erbi Ago
Erbi Ago (sinh ngày 8 tháng 3 năm 1990) là một doanh nhân, chuyên gia pháp lý, diễn viên và học giả người Albania.
Erbi sinh ra ở Tirana, Albania. Anh xa nhà từ năm 15 tuổi, và đã từng sống ở Bulgaria và Vương quốc Liên hiệp Anh. Anh từng thủ vai Randy trong bộ phim Messengers 2: The Scarecrow của Mỹ, bộ phim có sự góp mặt của Norman Reedus và Claire Holt. Anh còn được biết đến qua vai diễn Stuart trong Ghost Town (2009) và John Fields trong Lightning Strikes (2009). Từ năm 2014, anh trở thành học giả và giảng viên về Luật Kinh doanh tại Đại học Kinh doanh Tirana.

## Đầu đời
Ago sinh ngày 8 tháng 3 năm 1990 tại Tirana, Albania, năm cuối cùng của chế độ cộng sản ở Albania. Anh là con trai cả trong gia đình, và là người con trai duy nhất của Petrit Ago, một doanh nhân Albania. Cha của anh sinh ra ở Tirana và là một nhân vật kinh doanh. Mẹ anh sinh ra ở Beograd, là con gái của Dhimiter Stamo, một Đại sứ Albania.

## Sự nghiệp điện ảnh
- Messengers 2: The Scarecrow (2009)
- Ghost Town (2009)
- Lightning Strikes (2009)
- Arctic Predator (2010)